# 毛鐘尻山
毛鐘尻山（けがねしりやま）は、北海道の紋別郡雄武町にある標高916.4mの山である。山頂には一等三角点「毛鐘尻」が設置されている。

## 概要
北見山地北部の主稜線上から少し雄武町側に逸れたところに位置する。幌内越峠を挟んでピヤシリ山と対峙する。
かつては「ケカネシㇼ」と呼ばれており、それが漢字表記へと変化したもので、アイヌ語の「key-ka-ne-sir（頭・上・にある・山：頭部が高くなっている山）」が語源であるとされる。

## 登山
登山道は存在しない。無雪期は上幌内から幌内川支流のパンケオロピリカイ川を沿う班景林道の途中の駐車スペースから徒歩で林道を進み、毛鐘尻山西側の沢を沢登り・藪漕ぎをして山頂へ、残雪期は道道137号からイソサム川左岸にある林道入口で林道を登って、途中から林道を外れシャマッケヌプリ(820m）を直登した後稜線伝いに毛鐘尻山の山頂を目指すのがメインルートである。